# MASKO (станція метро)
41°03′51″ пн. ш. 28°48′15″ сх. д. / 41.064103188761° пн. ш. 28.80406281134° сх. д.
MASKO (тур. MASKO) — станція лінії М9 Стамбульського метрополітену. 
Введена в експлуатацію 29 травня 2021 року
Розташована у мікрорайоні Зія Гьокальп району Башакшехір, на північний захід від торгового центру «Mall of Istanbul», навпроти «Masko 6th Gate», поруч із готелем «Hilton Mall of Istanbul». 
Станція має 2 входи.

Конструкція: підземна станція мілкого закладення з однією острівною платформою.
Пересадки:
- Автобуси: 76A, 76O, 78B, 78G, 82S, 89F, 98H, 142E, 144M, 146A, 146K, 146M, 146T, H-3, MK31
- Маршрутки: Сефакьой — Істоч, Топкапи — Ікітеллі-Організе-Санаї, Юз'їл — Тахтакале, Отогар — Ікітеллі-Організе-Санаї, Ширіневлер — Каяшехір

| Попередня станція | Лінія | Лінія                           | Лінія | Наступна станція           |
| ----------------- | ----- | ------------------------------- | ----- | -------------------------- |
| Бахаріє Кінцева   |       | M9 (Стамбульський метрополітен) |       | Ікітеллі-Санаї до Олімпіят |